# Khandhaka
Khandhaka es el segundo libro del Vinaya Pitaka de la tradición budista Theravada y se compone de los siguientes dos volúmenes:
- Mahāvagga: incluye relatos sobre las iluminaciones de Gautama Buddha y de los diez principales discípulos, así como reglas para los días de uposatha y la ordenación monástica.
- Cullavagga: incluye relatos sobre el primer y segundo concilio budista, y el establecimiento de la comunidad de bhikkhunis, así como reglas para abordar las ofensas dentro del sangha (comunidad monástica).

## Esquema
El Mahavagga tiene 10 capítulos:
1. El primer capítulo se llama simplemente el gran capítulo; comienza con una narrativa inmediatamente después de la iluminación del Buda y relata el inicio de su predicación y la fundación de la orden de monjes; continúa con reglas sobre la ordenación y asuntos relacionados.
2. El segundo capítulo trata sobre la recitación del Patimokkha, que debe tener lugar cada quincena (en las lunas nuevas y llenas) donde haya un quórum de cuatro monjes.
3. Luego vienen las disposiciones para el retiro de tres meses en la temporada de lluvias, cuando los monjes deben permanecer en un lugar, excepto por razones específicas.
4. Al final del retiro, deben invitar a sus colegas a decir si tienen alguna crítica sobre su comportamiento.
5. El quinto capítulo se llama el capítulo sobre cueros y trata varios temas.
6. El siguiente capítulo trata sobre medicinas; un pasaje que autoriza la inhalación de humo a través de un tubo es utilizado por algunos monjes modernos para justificar el fumar.[1]
7. El siguiente capítulo se llama kathina, el proceso de hacer ropas monásticas, pero en realidad trata sobre las exenciones otorgadas a los monjes de ciertas reglas como consecuencia de esto.
8. Material de las ropas.
9. Una disputa entre monjes en Campa.
10. Una disputa en Kosambi.[2]

El Cullavagga tiene 12 capítulos:
1. El primero trata de varios procedimientos a seguir para tratar con monjes mal comportados.
2. El siguiente trata sobre la probación para monjes culpables de ciertas ofensas (ver Suttavibhanga).
3. El próximo capítulo trata sobre el caso en que un monje en probación comete una ofensa adicional.
4. Explicación de las siete reglas para resolver disputas (ver Suttavibhanga).
5. Asuntos menores.
6. Alojamiento.
7. Cisma; este capítulo comienza con la historia de Devadatta, el compañero de clan del Buda; empieza invitando al anciano Buda a retirarse y nombrarlo en su lugar; cuando esto es rechazado, hace tres intentos de asesinar al Buda; cuando estos fallan, pide al Buda imponer prácticas estrictas, incluyendo el vegetarianismo, a los monjes; cuando esto es rechazado, lidera un cisma.
8. Observancias; varios deberes.
9. Un monje puede suspender la recitación del Patimokkha si otro monje tiene una ofensa no confesada.
10. Monjas; el Buda, después de que se le preguntase siete veces, finalmente accede a establecer una orden de monjas, pero advierte que esto debilitará la enseñanza y acortará su duración, e impone algunas reglas organizando las órdenes de monjas (más sobre esto se puede encontrar en el Canon Pali, más notablemente en el Kunala Jataka; para la otra perspectiva ver Therigatha).
11. Poco después de la muerte del Buda, Kassapa realiza un concilio en el cual se recitan las enseñanzas; Upali responde preguntas sobre el vinaya y Ananda sobre el dhamma.
12. Un siglo después surge una disputa sobre varios puntos, principalmente sobre la aceptación de oro y plata; se realiza otro concilio que acuerda la posición más estricta, después de recibir consejo de un anciano discípulo de Ananda.[3]

## Traducciones al inglés
- Vinaya Texts, trad. T. W. Rhys Davids & Hermann Oldenberg, Sacred Books of the East, volúmenes XIII, XVII y XX, Clarendon/Oxford, 1881-5; reimpreso Motilal Banarsidass, Delhi (&? Dover, New York) Vol. XIII, Mahavagga I-IV, Vol. XVII, Mahavagga V-X, Kullavagga I-III, Vol. XX, Kullavagga IV-XII
- The Book of the Discipline, partes 4 y 5, trad. I. B. Horner, Oxford 1951-2, Pali Text Society.

## Orígenes
Según la tradición, el Khandhaka fue compilado en el primer concilio, mencionado en el texto, con el relato del primer concilio añadido en el segundo y el del segundo en el tercero. Los eruditos no toman esto literalmente, pero difieren en cuanto a qué tan lejos discrepan con ello. El profesor Erich Frauwallner argumentó en 1956 que la versión original de este libro fue compilada en el segundo concilio, y esta teoría todavía es tomada en serio por muchos eruditos. Para más opiniones académicas, ver Vinaya Pitaka y Pāli Canon.

### Citas
1. ↑  Richard Randell, Life as a Siamese Monk
2. ↑  Bhikkhu, Khematto (08-06-2024). The Mahāvagga.
3. ↑  Horner, I. B. (2001). The book of the discipline, Vol. V, Cullavagga. Oxford: The Pali Text Society. ISBN 0 86013 044 4.